# 新嶋莉奈
新嶋  莉奈（にいじま りな、1999年11月13日 - ）は、日本のウィンドサーフィン選手。エリエール所属。2018年、特別強化選手として、ナショナルチームに抜擢された。

## 経歴
生まれも育ちも鎌倉の海岸。4歳の時に初めてボートに乗る。セーリング競技のウインドサーフィン種目RS:X級で、全日本ジュニア5連覇、14歳でユース五輪（南京）に14歳9カ月の史上最年少で出場、7位入賞の実績を持つ。
2018年特別強化選手としてナショナルチームに抜擢される。
2023年4月にフランスで開催されたオリンピックウィークで銀メダルを獲得した。

## 主な成績

### プロ時代
| 年月日    | 出場大会                                     | 結果 |
| --------- | -------------------------------------------- | ---- |
|           |                                              |      |
| 2018年9月 | 江ノ島オリンピックウィーク（江ノ島）         | 12位 |
| 2018年9月 | ワールドカップ（江ノ島）                     | 23位 |
| 2018年8月 | RS:X級 欧州選手権（ポーランド）              | 29位 |
| 2018年7月 | ワールドチャンピオンシップ（デンマーク）     | 50位 |
| 2018年5月 | ノースアメリカチャンピオンシップ（カンクン） | 4位  |
| 2018年3月 | プリンセスソフィア杯（スペイン）             | 49位 |
| 2018年2月 | オリンピックウィーク（スペイン）             | 18位 |

### ユース時代
| 年月日     | 出場大会                                                 | 結果                                                |
| ---------- | -------------------------------------------------------- | --------------------------------------------------- |
| 2017年12月 | ISAFユースワールド（中国海南島）                         | 6位                                                 |
| 2017年11月 | JSAF特別強化選手に認定                                   | ー                                                  |
| 2017年10月 | オリンピックウィーク（江ノ島）                           | 9位                                                 |
| 2017年9月  | RSX:級 ワールドチャンピオンシップ（江ノ島）              | 51位                                                |
| 2017年8月  | 全国高校選手権 RS:X                                      | 総合２位 女子優勝                                   |
| 2017年6月  | RSX:級 ユースワールドチャンピオンシップ（イタリア）      | 10位                                                |
| 2017年5月  | RSX:級 ユースヨーロピアンチャンピオンシップ（フランス）  | 13位                                                |
| 2017年3月  | ISAFユースワールド・次世代強化選手代表選考会 女子        | 優勝 ISAF次世代強化メンバー ・JWAターゲット選手決定 |
| 2016年12月 | ジュニアユースWAVE選手権 チャレンジクラス                | 優勝                                                |
| 2016年12月 | ISAFユースワールド（ニュージーランド）                   | 13位                                                |
| 2016年10月 | オリンピックウィーク RSX級女子                           | 7位                                                 |
| 2016年8月  | JWAユースジュニア全国高校・中学校選手権 RSX級女子        | 優勝                                                |
| 2016年8月  | 第11回全日本ジュニアユース選手権（三浦）                 | 優勝                                                |
| 2016年7月  | RSXヨーロピアン（ヘルシンキ）ユース                      | 18位                                                |
| 2016年5月  | TOKYO2020トレーニングレガッタ U17                        | 優勝                                                |
| 2016年3月  | ISAFユースワールド・次世代強化選手代表選考会 女子        | 優勝 ISAF次世代強化メンバー・ JWAターゲット選手決定 |
| 2015年11月 | 第15回ピザーラクアアイナカップ（三浦）オープンAクラス    | 優勝                                                |
| 2015年10月 | テクノ293ワールドチャンピオンシップ（イタリア）U17       | 10位                                                |
| 2015年9月  | テクノ293アジア選手権（江ノ島）U17                       | 優勝                                                |
| 2015年8月  | 第33回伊勢湾カップ（名古屋）U17                          | U17｜優勝 総合｜準優勝                              |
| 2015年7月  | 第10回全日本ジュニアユース選手権（三浦）                 | 優勝                                                |
| 2014年8月  | 第２回ユースオリンピック（中国南京）                     | 7位                                                 |
| 2014年8月  | 第32回伊勢湾カップ（名古屋）U15                          | 優勝                                                |
| 2014年1月  | テクノ293アジア選手権（シンガポール）U17                 | 4位                                                 |
| 2013年11月 | 第13回ピザーラクアアイナカップ（三浦）オープンBクラス    | 優勝                                                |
| 2013年8月  | 第８回コカ・コーラセントラルジャパンスラローム（御前崎） | 優勝                                                |
| 2013年7月  | テクノ293ワールドチャンピオンシップ（ポーランド）U15     | 10位                                                |
| 2012年11月 | 第13回ピザーラクアアイナカップ オープンBクラス（三浦）   | 準優勝                                              |
| 2012年８月 | 第7回コカ・コーラセントラルジャパンスラローム（御前崎）  | 優勝                                                |

## 受賞歴
- 2016年 3月　慶應義塾長賞受賞
- 2014年11月　鎌倉市スポーツ栄誉賞受賞
- 2013年11月　鎌倉市スポーツ功労賞受賞

## 契約
- エリエール（2022年４月 - )
- 柳屋本店（2018年12月 - )